# Вишња
Вишња (Prunus cerasus) врста је дрвенасте скривеносеменице, и назив за њене плодове (који се користе у људској исхрани као воће). Припада фамилији Rosaceae, роду Prunus (као и бадем, бресква, шљива, кајсија), а подроду Cerasus. Природни ареал распрострањења обухвата већи део Европе и југозападну Азију.
Вишња се гаји на савременим плантажама и њени плодови се користе за справљање: сокова, џемова, компота, слатка од вишње, или се у смрзнутом стању чува за справљање разних посластица (кремова, сирупа, сладоледа...). Поред тога од вишње се прави и ракија (вишњевача).
У југоисточној Србији је познат крај у Нишавском округу околина села Облачина у Општини Мерошина где се гаји посебна сорта вишње такозвана облачинска вишња.

## Порекло, значај и распрострањеност
Сматра се да је пратилац трешње, пореклом из Мале Азије, која је пре почетка наше ере преко Грчке и старог Рима пренета у земље Европе. Плодове дивље вишње човек је користио за исхрану, још док је она спонтано расла. Нема тачних података од када се вишња гаји у нашој земљи.
Вишња има способност доброг прилагођавања у готово свим еколошким условима, па зато има и широк ареал распрострањености. Поред тога, њу одликује рано ступање у период родности (2-3 године) и редовно и обилно рађање.
Мање је нападају болести и штеточине него друге воћне врсте. Плодови се користе у свежем стању, замрзнути и за прераду у сок, желе, сируп, мармеладу, слатко.
Највећи произвођач вишње је Русија, где у структури воћарства заузима друго место, одмах после јабуке. У САД, Француској, Немачкој, Енглеској и неким другим земљама Европе гајењу вишње придаје се 
велики значај. За њене плодове влада велико интересовање у читавом свету. То је квалитетна сировина у индустрији прераде воћа.
Плод вишње је изванредна сировина за различите облике прераде, а пре свега за израду сокова, џемова, слатког и др. Врло значајне количине плодова се замрзавају и извозе. Плод неких сорти, као што је керешка, може да се користи и као стоно воће.

## Место вишње у систематици биљака
У систематици биљака вишња заузима следеће место:
| Одељак:      | Angiospermae                                        |
| Класа:       | Dicotyledonae                                       |
| Поткласа:    | Rosidae (руже)                                      |
| Надред:      | Rosanae (руже)                                      |
| Ред:         | Rosales (руже)                                      |
| Фамилија:    | Rosaceae (руже)                                     |
| Потфамилија: | Prunoideae                                          |
| Род:         | Prunus L.                                           |
| Подрод:      | Cerasus Pers.                                       |
| Секција:     | Eucerasus Koehne                                    |
| Врста:       | Prunus cerasus L. = Cerasus vulgaris (обична вишња) |

## Дивље врсте вишње

### Обична вишња
Обична вишња (Prunus cerasus L.) не налази се у дивљем стању. Дрво јој је релативно ниско (око 5-6м). Круна је округла с танким висећим гранама, врло често без изражене вођице. Кора је црвенкаста, покривена пепељастим епидермисом. Плод је ситан, многобројан, округласт или са стране мало спљоштен, с нејасном браздицом, боје је светле до тамноцрвене. Сок плода је безбојан или обојен, по укусу је кисео. Коштица је округла с трбушним шавом. Од обичне вишње су пореклом скоро све племените сорте вишње које се гаје ради плода.

### Степска вишња
Степска вишња (Prunus fruticosa Pall) је друга по важности врста из које су произишле многе културне сорте вишања. Као дивља расте по целој Европи. Жбунастог је облика и достиже висину до 1,5 м. Ова вишња развија многе изданке. Плод јој је слабог квалитета. Степска вишња има добру особину што је врло отпорна према суши и зимским мразевима, зато је и интересантна у оплемењивању.

### Источноамеричка пешчана вишња
Источноамеричка вишња (P. pumila L.) расте у дивљем стању у североисточном делу САД. Жбунастог је облика и достиже висину до 2 м. По сађењу брзо пророди и веома је отпорна према зимским мразевима. Размножава се и резницама. Због отпорности према мразевима, брзом пророђавању, веома је интересантна у процесу оплемењивања вишања.

### Маљава (Пустињска - кинеска) вишња
Маљава вишња (P. tomentosa Thunbg.) је пореклом из северне и западне Кине, Јапана и Хималаја, а расте и у земљама Далеког истока. Врло је родна и јако отпорна према мразу, па је зато и интересантна у процесу оплемењивања. 
Све наведене врсте вишње, већи значај имају углавном као подлоге за трешњу и вишњу.

## Морфолошко-физиолошке особине
Културне сорте вишње живе 20-30 година, развијају површински корен и на дубини од 20 до 50 цм налази се највећа маса кореновог система. У ширину коренов систем надмашује обим круне. Круна је обично округласта с великим бројем танких гранчица које су често савијене ка земљи.
Родно дрво вишње је слично као код трешње. Највише је мајских китица. Неке сорте доносе род на дужим једногодишњим гранчицама, друге на кратком родном дрвету. Вишња цвета после трешње и мање страда од пролећних мразева. Цветови су као код трешње - двополни и састоје се од 5 чашичних и круничних листића, једног тучка и много прашника.

## Цветање, опрашивање и оплођавање
Цветни пупољци вишње у нашим еколошким условима формирају се од друге половине јуна до средине јула у години која претходи цветању.
Вишња почиње да цвета после брескве и трешње, а то се у нашим климатским условима дешава обично средином априла. 
У погледу опрашивања, односно оплођавања све сорте вишње могу да буду: самооплодне (на пример рекселе и облачинска), делимично самооплодне (чачански рубин) и самобесплодне (керешка).
Карактеристично је за амареле да су углавном самобесплодне. Највише сорти вишње је самобесплодно, и за њихово гајење неопходне су сорте опрашивачи. Једино самооплодне сорте могу да се гаје у једностраним, чистим засадима.
Цвет вишње је хермафродитан (потпун). Вишња је ентомофилна биљка, а медоносна пчела је њен најважнији инсект опрашивач. При укрштеном оплођавању и самооплодне сорте боље роде. Плод сазрева од 35 до 60 дана после цветања.

## Еколошки услови за гајење вишње
Захваљујући дугом и стабилном зимском мировању може да поднесе зимске мразеве и до -40 °C. Цветови су отпорнији према позним пролећним мразевима него цветови трешње. Добро успева и у аридним рејонима са годишњом количином падавина око 400 мм (ако су правилно распоређење). 
Развија се и рађа на надморским висинама и преко 700 м . Вишња успева на свим положајима, осим у затвореним долинама где нема проветравања. Најбоље јој одговарају предпланински положај с благим нагибом југоисточне и источне експозиције и умерене влажности.
Добро успева скоро на сваком земљишту које није јако кречно, заслањено, јако кисело и јако алкално. Ипак, најбоље успева на песковитој иловачи, алувијалном и карбонантном чернозему.

## Гајење вишње
У зависности од подлоге, вишња се може гајити с ниским, средњим или високим стаблом. За сува, посна и каменита земљишта узима се за подлогу магрива или степска вишња. Степска вишња се успешно користи и у крајевима где се јављају јачи мразеви. Дивља трешња као подлога се користи за висока, а обична вишња за ниска и полувисока стабла.
Вишња се гаји у облику побољшане пирамиде, вазе или палмете с косим гранама. Растојање између основних грана косе палмете износи 50-60 м, што зависи од бујности сорте и подлоге. Висина дебла је различита, формира се у зависности од начина бербе, а обично се креће од 0,5-1,2 м. Ако је берба механизована, онда је потребно и више стабло. Растојање између вишања зависи од бујности сорте и подлоге као и од узгојног система. Ако се вишња гаји по систему побољшане пирамиде растојање је 6x5 м за бујне и 5x4 за слабо бујне сорте и подлоге. Ако се гаји као ваза онда је 5x4,5 за бујне и 4x3,5 м за слабо бујне подлоге и сорте, а за палмету 4,5x4 за бујне и 4x3 м за слабо бујне.
У засаду вишње земљиште се одржава на један од уобичајених начина. Треба је ђубрити редовно и на време. На добар раст и развој нарочито повољно делују азотна ђубрива.

## Резидба вишње
Вишња доноси род на једногодишњим родним гранчицама па их зато резидбом треба обнављати. Ове једногодишње родне гранчице могу бити дуге или кратке, мешовите и мајски букетићи.
Мешовите родне гранчице су дуге 30-40 цм и носе цветне и вегетативне пупољке. Вегетативни пупољци су увек при основи и на врху младара а на средини су цветни и вегетативни.
Кратке танке родне гранчице су дугачке до 20 цм, обично се развијају у сенци и по целој дужини, осим при основи и врху, имају само цветне пупољке, па се нов прираст добија само на врху а цела дужина гранчице после бербе плодова остаје гола.
Мајске китице су кратке једногодишње гране 1-1,5 цм, с једним вегетативним и више цветних пупољака. Образују се у условима оскудне исхране у сушним рејонима као и на стаблима која су преоптерећена родом.
Све танке, слабе и издужене огољене гранчице у унутрашњости круне треба потпуно уклонити. Скелетне гране са пречником преко 5 цм прекраћују се у крајњој нужди, и то само ако су поломљене или јаче оштећене, јер се после прекраћивања дебљих грана јавља смолоточина, нарочито ако се резидба изводи раније, пре кретања сокова. Због појаве смолоточине изазване зимском резидбом, неки воћари практикују летњу резидбу. Код ове резидбе све повреде зарасту до краја вегетације па нема појаве смолоточине. Летња резидба се обично изводи после бербе плодова, и њоме се уклања изнурено дрво, а нарочито ситне, танке и сувишне гранчице које јаче засењавају остале и тиме ометају образовање цветних пупољака.

## Заштита од болести и штеточина
У односу на друге воћне врсте вишњу мање нападају болести и штеточине, па ипак, неких година извесни паразити и штеточине наносе знатне штете и умањују принос вишања.

### Болести вишње

#### Сиви трулеж
Изазива га гљивица Sclerotinia cinerea. Ово је једна од најопаснијих болести трешње и вишње која је у стању да проузрокује велике штете. Напада ластаре, цветове и плодове. Обично после цветања ластари почну да се суше, а на њему и сви цветови и листови. На сушеним цветовима, ластарима и младим плодовима образује се конидијски стадијум у виду гомилица пепељасте боје. Гљивица као мицелија презими у зараженим деловима биљке. Као мера борбе против овог паразита препоручује се орезивање заражених грана и скупљање и спаљивање мумифицираних цветова и плодова. Најефикаснија заштита постиже се зимским, тзв. „плавим“ прскањем бакарним препаратима.

#### Шупљикавост лишћа вишње
Ова болест причињава велике штете ако се на време не изврши заштита.

### Штеточине вишње

#### Вишњин сурлаш (RHYNCHITS AURATUS)
Вишњин сурлаш причињава озбиљне штете у неким регионима. Има једну генерацију годишње. Имаго је присутан у априлу и мају месецу. Женка прави удубљење у плоду у које полаже јаја. Из јаја се излеже ларва која оштећује плод и завршава свој развој за око месец дана. Нападнути плодови отпадају, а ларве се завлаче у земљу где презимљују.
Углавном се сузбија имаго. Обрадом земљишта испод воћки смањује се појава ове штеточине. Сузбија се контактним инсектицидима. Прво прскање се изводи одмах после отпадања цветних листића, а друго у временском интервалу од 8-10 дана.

## Производња вишања
| Турска | 445.556   |     |
| САД | 329.852   |     |
| Иран | 172.000   |     |
| Шпанија | 118.220   |     |
| Италија | 110.766   |     |
| Свет | 2.245.826 | [А] |
| Без симбола = званични податак, П = ФАО процена, А = званични, полузванични подаци или процена.ФАОСТАТ Архивирано на веб-сајту (19. јун 2012) |           |     |